# Houghton (Michigan)
Houghton – miasto w Stanach Zjednoczonych, w stanie Michigan, na Pówyspie Górnym, w hrabstwie Houghton. W 2010 r. miasto zamieszkiwało 7708 osób, a w przeciągu dziesięciu lat liczba ludności zwiększyła się o 10,0%.